# Hortezuela de Océn
Hortezuela de Océn es un municipio y localidad española de la provincia de Guadalajara, en la comunidad autónoma de Castilla-La Mancha. El término municipal tiene una población de 33 habitantes (INE 2024).

## Historia y patrimonio
Lugar fronterizo y transitado durante la Baja Edad Media. Tuvo un castillo de origen árabe, que servía de atalaya vigilante del valle. Existía una población en tiempos  romanos y anteriores, como demostró el marqués de Cerralbo al descubrir una necrópolis celtibérica en la falda de este cerro. Con el nombre de Santa María de Almalaff, figura en el límite occidental del señorío de Molina, desde que don Manrique de Lara extendiera el fuero molinés, dándole fronteras. De la antigua población quedan pocos restos. El actual asentamiento es de siglos posteriores cuando perteneció sucesivamente al Común de Medinaceli, y luego a los señores duques de Medinaceli.
Hay restos funerarios y cerámicas de la estancia celtíbera que se conservan en el Museo Arqueológico Nacional. De la época romana se han encontrado notables restos de una gran villa residencial, en el borde derecho de la carretera que va a Riba de Saelices, en lo más declive del valle: junto a los cimientos y muros con restos de pintura, han aparecido monedas romanas, objetos de uso diario, cerámica sigillata y una pieza tallada en piedra. De la época árabe y medieval quedan las ruinas del castillo, un solo paredón, con un vano o puerta de arco apuntado, y otro vano de ventana, además de ligeros restos de cimientos sobre las cortadas rocas, y piedra suelta, escombro, entre las que aparecieron gran cantidad de restos cerámicos medievales. Junto al castillo está la ermita de Nuestra Señora de Océn, que pudiera ser de arquitectura románica, de ábside semicircular, y sencillos modillones bajo su alero. El resto es reconstrucción del siglo XX. 
En la villa actual destaca la arquitectura rural autóctona, de portadas adinteladas de grandes piedras, casonas enormes y grandes rejas de hierro forjado. También se ven curiosos esgrafiados en algunos revocos más modernos. La iglesia parroquial de San Sebastián es obra del siglo XVI. Posee un ámbito o prado rodeado de alta barbacana, al que se entra por un arco adintelado, de piedra, en el que se lee ?siendo cura Diego Sanz?. El templo es de una sola nave, con amplio crucero. En su interior destaca el retablo mayor, obra escultórica de comienzos del siglo XVII, salida de los talleres de retablistas que en esa época existían en Sigüenza. El retablo se centra en un gran relieve de San Sebastián sufriendo el martirio, y sobre él un Cristo crucificado. A los lados, en sendos paneles de mediorrelieve, aparecen dos obispos santos, San Roque, la Natividad con la Adoración de los Pastores, y la Epifanía. En la predela se ven varios relieves menores con escenas de la pasión de Cristo y algunos santos y santas; el Tabernáculo, que forma conjunto con el retablo, y es de la misma escuela, también muestra apreciables tallas.
Hacia mediados del siglo XIX, el lugar tenía contabilizada una población de 147 habitantes. La localidad aparece descrita en el decimosegundo volumen del Diccionario geográfico-estadístico-histórico de España y sus posesiones de Ultramar de Pascual Madoz de la siguiente manera:

ORTEZUELA ú HORTEZUELA DE OCEN (la): lugar con ayunt. en la prov. de Guadalajara (13 leg.), part. jud. de Cifuentes (4), aud. terr. de Madrid (23), c. g. de Castilla la Nueva, dióc. de Sigüenza (4). sit. en punto llano y elevado con buena ventilacion, y clima sano; las enfermedades mas comunes son las pulmonías: tiene 40 casas; la consistorial; dos pósitos, uno nacional con 110 fan. de trigo, y 43 de cebada, y otro pió con 60 fan. de trigo; escuela de instruccion primaria, dotada con 20 fan. de trigo; una igl. parroquial (San Sebastian), servida por un cura, cuya plaza es de provision real y ordinaria; fuera de la pobl. hay una fuente de abundantes aguas, que provee á las necesidades del vecindario. térm.: confina con los de Padilla, Luzaga, Anguita y Sotodosos; dentro de él se encuentran varias fuentes, la ermita de Ntra. Sra. de Ocen, el desp. de este nombre, y una gran laguna de 600 pasos de circunferencia. El terreno fertilizado por un pequeño arroyo, es de buena calidad; comprende varios prados y 2 montes, uno pinar y otro encinar. caminos: los locales, de herradura y en buen estado. correo: se recibe y despacha en la cab. del part. prod.: trigo, cebada, avena, legumbres, miel, leñas de combustible, y buenos pastos, con los que se mantiene ganado lanar, cabrio, mular, vacuno y algo de yeguar. ind.: la agrícola y un molino harinero. comercio: esportarcion del sobrante de frutos y algun ganado, é importacion de los artículos que faltan. pobl.: 38 vec.; 147 almas. cap. prod.: 1.080,000 rs. imp.: 54,000. contr.: 2,620.
(Madoz, 1849, p. 380)

## Demografía
Hortezuela de Océn cuenta con una población de 33 habitantes (INE 2024).

Mapa de ubicación del municipio en la provincia

| Gráfica de evolución demográfica de Hortezuela de Océn entre 1842 y 2021                                            |
| |
| Población de derecho según los censos de población del INE Población de hecho según los censos de población del INE |

| 103           | 84 | 79 | 78 | 59 | 52 |
| (Fuente: INE) |    |    |    |    |    |

## Fiestas
Las fiestas tradicionales del lugar son las de San Sebastián (20 de enero) y las de la Virgen de Océn (último domingo de mayo).